# دارکوب (فیلم ۱۹۷۱)
دارکوب (لهستانی: Dzięcioł) یک فیلم کمدی لهستانی است که در سال ۱۹۷۱ منتشر شد.

## گزیدهٔ بازیگران
- ویسواف گوواس
- آلینا یانوفسکا
- ادوارد جیوینسکی
- یوآنا یندریکا
- زجیسواف ماکلاکیه‌ویچ
- استانیسواوا تسلینسکا
- ویولتا ویلاس
- زجیسواف مروژفسکی
- ووادیسواف هاینچا
- باربارا لودویژانکا
- میچل کوال
- فرانچیشک پیچکا
- ریشارد پیتروسکی
- کریستینا فلدمان
- تادئوش پلوچینسکی
- باربارا بورسکا
- آدام پاولیکوفسکی
- گوستاف هولوبک
- کالینا یندروشیک
- ایرنا کفیاتکوفسکا
- اوا کشیژفسکا
- ویسواف میخنیکوفسکی
- پیوتر فرونچوسکی
- کاژیمیش رودزکی
- بوهدان وازوکا
- ماریان کوچینیاک
- یژی موس
- یژی گروزا
- واندا استانیسوافسکا-لُت